# Max Goh
Max Goh (* 6. März 1998 in Singapur), mit vollständigen Namen Max Goh Yi Qi, ist ein singapurischer Fußballspieler.

## Karriere
Max Goh erlernte das Fußballspielen in der Jugendmannschaft des Project Vaults FC. Seinen ersten Vertrag unterschrieb er am 19. Januar 2019 bei Balestier Khalsa. Der Verein spielte in der ersten singapurischen Liga, der Singapore Premier League. Sein Erstligadebüt gab Max Goh am 17. März 2019 im Auswärtsspiel gegen Home United. Hier stand er in der Startformation und wurde in der 72. Minute gegen den Österreicher Sanjin Vrebac ausgewechselt. Vom 1. Mai 2019 bis 18. Mai 2021 leistete er seinen Militärdienst.